# SQL*Plus
SQL*Plus est un utilitaire en ligne de commande développé par Oracle qui permet aux utilisateurs d'exécuter interactivement des commandes SQL et PL/SQL. Décliné en plusieurs versions (graphique et web) il est principalement distribué avec le produit Oracle Database.

## Historique
La première version de SQL*Plus s'appelait UFI (User Friendly Interface) et semble dater de 1982. Ce nom a été utilisé jusqu'à la version 4 d'Oracle. 
Après avoir ajouté de nouvelles fonctionnalités, les développeurs renommèrent l'utilitaire en Advanced UFI et, depuis la version 5 de la base Oracle, le produit a été renommé en SQL*Plus.
Au fil des années, SQL*Plus s'est décliné en plusieurs versions : en plus du mode ligne de commande, un mode graphique nommé  « SQL*Plus GUI » et un mode web nommé « iSQL*Plus » ont été implémentés. La version graphique n'est qu'une alternative à la version en ligne de commande ; la version via navigateur nécessite en plus un serveur permettant de faire le lien entre la base de données et le navigateur. Depuis la version 11g d'Oracle Database, les versions SQL*Plus GUI et iSQL*Plus ne sont plus fournies avec le produit.

## Fonctionnalités
SQL*Plus peut interpréter plusieurs catégories de texte : requêtes SQL, blocs PL/SQL, commandes de gestion de l'environnement de SQL*Plus, commentaires et commandes externes.
Les requêtes SQL et les blocs PL/SQL peuvent être édités, sauvegardés, chargés et exécutés. Les résultats de requêtes peuvent être formatés, sauvegardés, imprimés. SQL*Plus peut également interagir avec les bases de données : lister les définitions de tables, accéder et enregistrer des données dans la base, et effectuer quelques opérations d'administration.

## Compléments
Variables
Certaines variables internes de SQL*Plus sont accessibles :
- Les variables utilisateurs ou « variables de substitution », visibles avec la commande DEFINE, utilisables dans toute requête SQL ou bloc PL/SQL et préfixées par « & » ou « && » ;
- La variable bind (« assemblage »), visible avec les commandes VARIABLE et PRINT, utilisable dans les blocs PL/SQL et préfixée par « : » ;

Modules complémentaires
Certains modules complémentaires pour SQL*Plus ont été développés par des éditeurs tiers. Exemples parmi d'autres
- SQL Assistant, édité par softtree, permet la saisie de commande de manière plus aisée avec notamment la présence d'aide à la saisie[6].
- rlwrap permet la completion de commandes (Complètement de l'interpréteur de commande  (en)) pour SQL*Plus (ainsi que d'autres utilitaires) sur des environnements Linux / Unix[7].

## Utilisation
Les interfaces graphiques fournies par Oracle (Oracle SQL Developer, etc.) ou par d'autres éditeurs ont réduit la proportion d'utilisateurs de SQL*Plus. Certains produits d'éditeurs tiers ont été rendus compatibles avec SQL*Plus : Toad, Interpréteur de commandes DB2.